# Павлоцький Михайло Аркадійович
Михайло Аркадійович Павлоцький (* 5 лютого 1922, Тирасполь — † 3 червня 1999, Київ) — радянський офіцер, Герой Радянського Союзу (1943), у роки німецько-радянської війни помічник начальника штабу 360-го стрілецького полку по розвідці 74-ї стрілецької дивізії 13-ї армії Центрального фронту.

## Біографія
Народився 5 лютого 1922 року в місті Тирасполі Молдови в єврейській сім'ї службовця (проте в документах зазначав себе росіянином). Член КПРС з 1943 року. Закінчив середню школу № 6 в Тирасполі.
У 1940 році призваний в ряди Червоної Армії. У 1941 році закінчив Ленінградське військове піхотне училище. У боях німецько-радянської війни з травня 1942 року. Воював на Центральному фронті. 23 вересня 1943 року розвідувальний загін під командуванням М. А. Павлоцького першим форсував Дніпро в районі села Комарин (нині селище міського типу Брагінського району Гомелської області), захопив плацдарм і вогнем прикривав переправу полку. При захопленні сильно укріпленого пункту села Берізки того ж району показав приклад геройства і доблесті. Дві доби загін відбивав ворожі контратаки, знищив багато гітлерівців і бойової техніки. Будучи пораненим, капітан М. А. Павлоцький продовжував керувати боєм до підходу основних сил полку.
Указом Президії Верховної Ради СРСР від 16 жовтня 1943 року за мужність і героїзм, проявлені при форсуванні Дніпра і утриманні плацдарму капітанові Михайлу Аркадійовичу Павлоцькому присвоєне звання Героя Радянського Союзу з врученням ордена Леніна і медалі «Золота Зірка» (№ 3355).
З 1946 року майор М. А. Павлоцький — в запасі. У 1958 році закінчив Вищу школу Міністерства внутрішніх справ. З 1964 року підполковник М. А. Павлоцький — в запасі. Жив у Києві. 

Надгробок Михайла Павлоцького

Помер 3 червня 1999 року. Похований в Києві на Лук'янівському військовому кладовищі.

## Нагороди
Нагороджений орденом Леніна, орденом Червоного Прапора, орденом Вітчизняної війни 1-го ступеня, орденом Вітчизняної війни 2-го ступеня, двома орденами Червоної Зірки, медалями.